# Listă de filme noir din anii 1950
Aceasta este o listă de filme noir din anii 1950:

## Filme noir americane din anii 1950
- 1950
  - Armored Car Robbery
  - The Asphalt Jungle
  - Backfire
  - Between Midnight and Dawn
  - Black Hand
  - Born to Be Bad
  - The Breaking Point
  - Caged
  - Convicted
  - The Damned Don't Cry!
  - Dark City
  - Deported
  - Destination Murder
  - Dial 1119
  - D.O.A.
  - Edge of Doom
  - The File on Thelma Jordon
  - Gambling House
  - Guilty Bystander
  - Highway 301
  - House by the River
  - In a Lonely Place
  - The Killer That Stalked New York
  - Kiss Tomorrow Goodbye
  - A Lady Without Passport
  - The Man Who Cheated Himself
  - Mystery Street
  - No Man of Her Own
  - No Way Out
  - One Way Street
  - Panic in the Streets
  - Quicksand
  - The Secret Fury
  - 711 Ocean Drive
  - Shakedown
  - Side Street
  - The Sleeping City
  - The Sound of Fury (aka Try and Get Me)
  - Southside 1-1000
  - Sunset Boulevard
  - The Tattoed Stranger
  - The Underworld Story
  - Union Station
  - Walk Softly, Stranger
  - Where Danger Lives
  - Where the Sidewalk Ends
  - Woman in Hiding
  - Woman on the Run
- 1951
  - Ace in the Hole (aka The Big Carnival)
  - Appointment with Danger
  - The Big Night
  - Cause for Alarm!
  - Cry Danger
  - Detective Story
  - The Enforcer (aka Murder, Inc.)
  - He Ran All the Way
  - His Kind of Woman
  - Hollywood Story
  - The Hoodlum
  - The House on Telegraph Hill
  - I Was a Communist for the FBI
  - The Killer That Stalked New York
  - M
  - The Man with My Face
  - The Medium
  - The Mob
  - The People Against O'Hara
  - Pickup
  - The Prowler
  - The Racket
  - The Raging Tide
  - Roadblock
  - The Scarf
  - Strangers on a Train
  - The Strip
  - The 13th Letter
  - Tomorrow Is Another Day
  - Under the Gun
  - The Unknown Man
- 1952
  - Affair in Trinidad
  - Angel Face
  - Beware, My Lovely
  - Breakdown
  - The Captive City
  - Clash by Night
  - Don't Bother to Knock
  - Kansas City Confidential
  - The Las Vegas Story
  - Loan Shark
  - Macao
  - Man Bait (aka The Last Page)
  - The Narrow Margin
  - Night Without Sleep
  - On Dangerous Ground
  - Scandal Sheet
  - The Sniper
  - Strange Fascination
  - Sudden Fear
  - Talk About a Stranger
  - The Thief
  - The Turning Point
  - Without Warning
- 1953
  - Bad Blonde (aka The Flanagan Boy)
  - The Big Heat
  - The Blue Gardenia
  - A Blueprint for Murder
  - City That Never Sleeps
  - Count the Hours
  - Cry of the Hunted
  - Dangerous Crossing
  - The Glass Wall
  - The Glass Web
  - The Hitch-Hiker
  - I Confess
  - I, the Jury
  - Inferno
  - Jeopardy
  - Niagara
  - 99 River Street
  - Pickup on South Street
  - Second Chance
  - Split Second
  - The System
  - Vicki
  - Wicked Woman
- 1954
  - Black Tuesday
  - Black Widow
  - Crime Wave
  - Cry Vengeance
  - Dangerous Mission
  - Down Three Dark Streets
  - Drive a Crooked Road
  - Female Jungle
  - Hell's Half Acre
  - Human Desire
  - The Long Wait
  - Loophole
  - Make Haste to Live
  - Naked Alibi
  - The Other Woman
  - Private Hell 36
  - Pushover
  - Rogue Cop
  - Shield for Murder
  - Suddenly
  - Witness to Murder
  - World for Ransom
- 1955
  - Bad Day at Black Rock
  - Cell 2455 Death Row
  - Crashout
  - The Big Combo
  - The Big Knife
  - A Bullet for Joey
  - 5 Against the House
  - Hell's Island
  - Hell on Frisco Bay
  - House of Bamboo
  - I Died a Thousand Times
  - Illegal
  - Dementia (aka Daughter of Horror)
  - Killer's Kiss
  - Kiss Me Deadly
  - Mr. Arkadin (aka Confidential Report)
  - Murder Is My Beat
  - The Naked Street
  - New York Confidential
  - The Night Holds Terror
  - The Night of the Hunter
  - New Orleans Uncensored
  - The Phenix City Story
  - Tight Spot
- 1956
  - Accused of Murder
  - Beyond a Reasonable Doubt
  - The Boss
  - Julie
  - A Cry in the Night
  - The Harder They Fall
  - The Houston Story
  - The Killer Is Loose
  - The Killing
  - Nightmare
  - Please Murder Me
  - Slightly Scarlet
  - Storm Fear
  - Time Table
  - While the City Sleeps
  - The Wrong Man
- 1957
  - Affair in Havana
  - Baby Face Nelson
  - The Brothers Rico
  - The Burglar
  - Crime of Passion
  - The Garment Jungle
  - Hit and Run
  - House of Numbers
  - Nightfall
  - The Night Runner
  - Plunder Road
  - The Shadow on the Window
  - Slander
  - Slaughter on Tenth Avenue
  - Sweet Smell of Success
  - The Tattered Dress
  - The Tijuana Story
  - The Unholy Wife
- 1958
  - The Case Against Brooklyn
  - Cry Terror!
  - I Want to Live!
  - Lonelyhearts
  - The Lineup
  - Murder by Contract
  - Party Girl
  - Thunder Road
  - Touch of Evil
- 1959
  - The Beat Generation
  - The Crimson Kimono
  - The Man in the Net
  - Odds Against Tomorrow
  - The Trap

## Filme noir non-americane din anii 1950
- - Cronaca di un amore (Chronicle of a Love / Story of a Love Affair) (1950) (Italia)
  - Night and the City (1950) (Marea Britanie)
  - Casque d'or (Golden Marie) (1952) (Franța)
  - The Gambler and the Lady (1952) (Marea Britanie)
  - The Last Page (aka Man Bait) (1952) (Marea Britanie)
  - Nous sommes tous des assassins (1952) (Franța)
  - Stolen Face (1952) (Marea Britanie)
  - Wings of Danger (1952) (Marea Britanie)
  - The Flanagan Boy (aka Bad Blonde) (1953) (Marea Britanie)
  - Quand tu liras cette lettre (1953) (Franța)
  - 36 Hours (aka Terror Street) (1953) (Marea Britanie)
  - The Limping Man (1953) (Marea Britanie)
  - Le Salaire de la peur (The Wages of Fear) (1953) (Franța)
  - Avant le déluge (Before the Flood) (1954) (Franța)
  - Les Femmes s'en balancent (Dames Don't Care) (1954) (Franța)
  - Five Days (aka Paid to Kill) (1954) (Marea Britanie)
  - Le Grand jeu (1954) (Franța)
  - The House Across the Lake (1954 film) (aka Heat Wave) (1954) (Marea Britanie)
  - Murder by Proxy (aka Blackout) (1954) (Marea Britanie)
  - Touchez pas au grisbi (1954) (Franța)
  - Bob le flambeur (1955) (Franța)
  - Cast a Dark Shadow (1955) (Marea Britanie)
  - Les Diaboliques (1955) (Franța)
  - Le Dossier noir (1955) (Franța)
  - The Glass Cage (aka The Glass Tomb) (1955) (Marea Britanie)
  - Die Ratten (1955) (Germania)
  - Razzia sur la Chnouf (1955) (Franța)
  - Du rififi chez les hommes (Rififi) (1955) (Franța)
  - Nachts, wenn der Teufel kam (The Devil Strikes at Night) (1956) (Germania)
  - Fortune is a Woman (1957) (Marea Britanie)
  - Ascenseur pour l'échafaud (Elevator to the Gallows) (1958) (Franța)
  - The Rough and the Smooth (1959) (Marea Britanie)

## Comedii-noir
- Beat the Devil (1953)

## Western-noir
- The Devil's Doorway (1950)
- The Furies (1950)
- The Gunfighter (1950)
- Winchester '73 (1950)
- Rawhide (1951)
- High Noon (1952)
- Track of the Cat (1954)
- The Naked Spur (1954)
- A Lawless Street (1955)
- The Man from Laramie (1955)
- 3:10 to Yuma (1957)
- The Halliday Brand (1957)
- The Tall T (1957)
- The Violent Men (1957)
- Gunman's Walk (1958)
- Man of the West (1958)
- Face of a Fugitive (1959)

## Alte genuri
- The Tall Target (1951) — film noir despre Războiul Civil American
- The Band Wagon (1953) — film noir musical
- Men in War (1957) — film noir de război coreean